# Valco van Wyk
Valco van Wyk (* 26. Juli 2000) ist ein südafrikanischer Leichtathlet, der sich auf den Stabhochsprung spezialisiert hat.

## Sportliche Laufbahn
Erste Erfahrungen bei internationalen Wettkämpfen sammelte Valco van Wyk im Jahr 2017, als er bei den U18-Weltmeisterschaften in Nairobi mit übersprungenen 4,55 m den fünften Platz belegte. Im Jahr darauf gewann er bei den Afrikameisterschaften in Asaba mit 5,10 m die Silbermedaille hinter dem Marokkaner Mohamed Amin Romdhana und gelangte zuvor bei den U20-Weltmeisterschaften in Tampere mit 5,30 m auf Rang acht. Im September wurde er beim IAAF Continental Cup in Ostrava mit 5,10 m Sechster. 2019 siegte er mit 4,65 m bei den Juniorenafrikameisterschaften in Abidjan und 2022 sicherte er sich bei den Afrikameisterschaften in Port Louis mit 4,90 m die Silbermedaille hinter dem Algerier Hichem Khalil Cherabi. Im Jahr darauf gelangte er bei den World University Games in Chengdu mit 5,10 m auf Rang elf und 2024 brachte er bei den Afrikaspielen in Accra keinen gültigen Versuch zustande, wie auch bei den Afrikameisterschaften im Juni in Douala. Auch im Finale der World University Games in Bochum blieb er ohne Höhe.
In den Jahren 2018 und 2019 sowie von 2022 bis 2025 wurde van Wyk südafrikanischer Meister im Stabhochsprung.